# 스터디 그룹

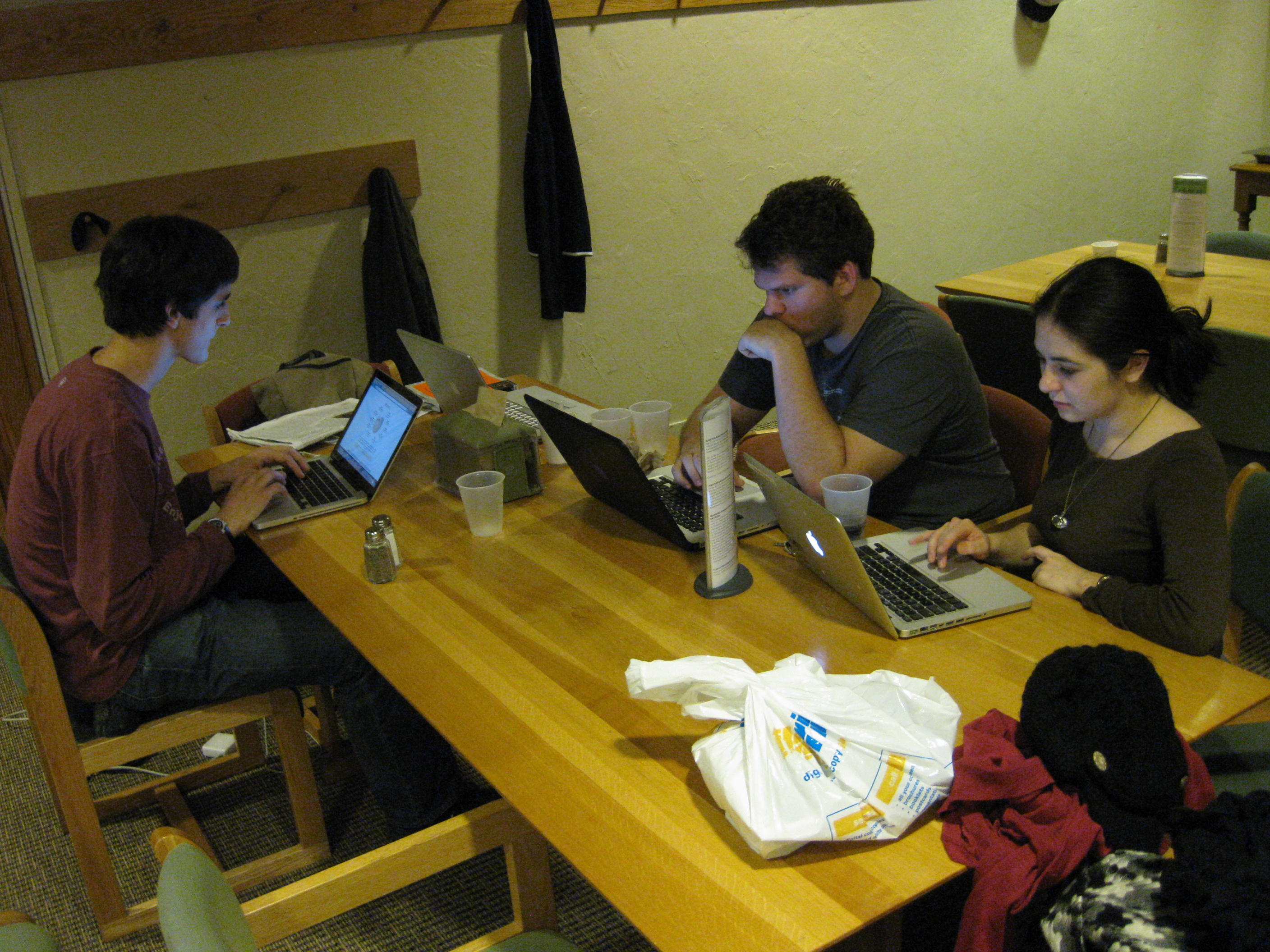
커리어 하우스 식당에서 공부하는 학생 그룹

스터디 그룹(study group) 또는 연구회는 공유된 연구 분야를 토론하기 위해 정기적으로 만나는 소규모 그룹이다. 이러한 그룹은 고등학교 또는 단과대학/대학 환경, 회사 내, 때로는 초등학교 및 중학교에서 찾아볼 수 있다. 전문성 개발 기관 또한 스터디 그룹을 장려할 수 있다. 스터디 그룹은 대규모 그룹 환경에 어려움을 겪는 학생들에게 도움이 되어왔다.
각 그룹은 고유하며, 다룰 자료를 결정하기 위해 구성원의 배경과 능력을 활용한다. 종종, 자료를 적극적으로 공부하지 않는 리더가 그룹 활동을 지휘한다. 일부 단과대학은 학생들이 참여할 수 있도록 스터디 그룹 프로그램을 적극적으로 설정한다.
일반적인 대학 수준의 학업 그룹은 5-20명의 학생과 대학원 프로그램 또는 선배 학생 또는 교직원 중에서 선발된 관리자 또는 튜터를 포함한다. 전문 그룹은 종종 더 작다.
학생들이 그룹으로 공부할 때 서로에게 동기를 부여하고 격려하며 미루는 습관을 줄일 수 있다. 또한, 학생들은 다른 사람들의 학습 기술을 관찰함으로써 몇 가지 학습 기술과 습관을 배우고 이를 자신의 학습 루틴에 통합할 수 있다. 다른 사람에게 개념과 정보를 가르치는 것은 이러한 개념에 더 익숙해지고 숙달하는 데 도움이 될 수 있다. 게다가, 일부 학생들은 수업 시간에 질문하는 것을 불편해할 수 있으며, 소규모 그룹에서 누군가에게 질문하는 것을 더 편안하게 느낄 수 있다. 이는 학생들에게 더 즐겁고 긍정적인 경험을 만들어 줄 수 있다.